# Куэльяр, Густаво
Густа́во Леона́рдо Куэ́льяр Галье́го (исп. Gustavo Leonardo Cuellar Gallego; род. 14 октября 1992[…], Барранкилья) — колумбийский футболист, полузащитник клуба «Гремио». Выступал за сборную Колумбии.

## Клубная карьера
Густаво начал профессиональную карьеру в клубе «Депортиво Кали». В 2008 году он был включён в заявку основной команды. 12 июля в матче против «Энвигадо» он дебютировал в Кубке Мустанга. В 2010 году Густаво помог Депотиво Кали завоевать Кубок Колумбии. В 2012 году Куэльяр стал основным футболистом клуба. 2 февраля 2013 года в поединке против «Онсе Кальдас» он забил свой первый гол за клуб. В 2014 году Густаво на правах аренды перешёл в «Атлетико Хуниор». 27 июля в матче против «Униаутонома» он дебютировал за новую команду. В составе «Хуниор» Куэльяр дважды стал серебряным призёром чемпионата и во второй раз завоевал Кубок Колумбии.
В начале 2016 года Густаво перешёл в бразильский «Фламенго». 18 февраля в матче против «Америка Минейро» он дебютировал в бразильской Серии A. В составе клуба Куэльяр дважды стал чемпионом Лиги Кариока.
Летом 2019 года Куэльяр перешёл в саудовский «Аль-Хиляль». Сумма трансфера составила 7,5 млн. евро. 14 сентября в матче против «Аль-Фейха» он дебютировал в чемпионате Саудовской Аравии. В своём дебютном сезоне Густаво помог клубу выиграть чемпионат и Азиатскую лиги чемпионов. В 2021 году он во второй раз стал чемпионом. 
4 июля 2023 года подписал трёхлетний контракт с клубом «Аш-Шабаб».

## Международная карьера
В 2009 году Куэльяр занял четвёртое место на юношескоом чемпионате мира в Нигерии. На турнире он сыграл в матчах против сборных Нидерландов, Ирана, Гамбии, Аргентины, Турции, Швейцарии Испании. В поединке против гамбийев Густаво сделал дубль.
В 2011 году Куэльяр поехал в Перу на молодёжный чемпионат Южной Америки. На турнире он сыграл в матчах против команд Чили, Аргентины, Парагвая, Эквадора и Бразилии.
9 сентября 2015 года в товарищеском матче против сборной Перу Куэльяр дебютировал за сборную Колумбии.
В 2019 году Куэльяр принял участие в Кубке Америке в Бразилии. На турнире он сыграл в матчах против сборной Парагвая. В поединке против парагвайцев Густаво забил свой первый гол за национальную команду. В 2021 году Куэльяр во второй раз принял участие в Кубке Америки в Бразилии. На турнире он сыграл в матчах против команд Эквадора, Бразилии, Уругвая, Аргентины и дважды Перу.

### Голы за сборную Колумбии
| #   | Дата         | Место                          | Противник | Счёт | Результат | Соревнование       |
| --- | ------------ | ------------------------------ | --------- | ---- | --------- | ------------------ |
| 01. | 23 июня 2019 | Фонте-Нова, Салвадор, Бразилия | Парагвая  | 1:0  | 1:0       | Кубок Америки 2019 |

## Достижения
Командные
 «Депортиво Кали»
- Обладатель Кубка Колумбии — 2010

 «Атлетико Хуниор»
- Обладатель Кубка Колумбии — 2015

 «Фламенго»
- Чемпион штата Рио-де-Жанейро — 2017
- Финалист Южноамериканского кубка — 2017

 «Аль-Хиляль»
- Победитель чемпионата Саудовской Аравии (3) — 2019/2020, 2020/2021, 2021/2022
- Обладатель Саудовского кубка чемпионов — 2019/2020
- Победитель Лиги чемпионов АФК — 2019

Международные
 Колумбия
- Бронзовый призёр Кубка Америки: 2021